# 奧斯汀·德瑞克
奧斯汀·JR·西奧多·德瑞克（1995年7月31日—）為聖文森及格瑞那丁男子籃球運動員，場上位置為中鋒。德瑞克來自聖文森及格瑞那丁貝基亞島，16歲開始打籃球，2017年獲得健行科技大學四年獎學金，中文登錄名為「戴瑞騰」。2021年7月在P. LEAGUE+新人選秀會第五輪被高雄鋼鐵人選中。2021年9月與高雄鋼鐵人完成簽約。2022年9月以測試球員身份代表T1聯盟臺中太陽參加跨聯盟籃球邀請賽。2023年3月8日，臺中太陽註冊德瑞克。6月30日，臺中太陽宣布與德瑞克終止合約。

## 外部連結
- 奧斯汀·德瑞克在fiba.basketball（英语）
- 奧斯汀·德瑞克在P. LEAGUE+官網
- 奧斯汀·德瑞克在Eurobasket.com（球員）（英语）